# Eunymphicus
Eunymphicus es un género de aves psitaciformes de la familia Psittaculidae, que agrupa a dos especies de pericos endémicos de Nueva Caledonia y las islas de la Lealtad.

## Especies

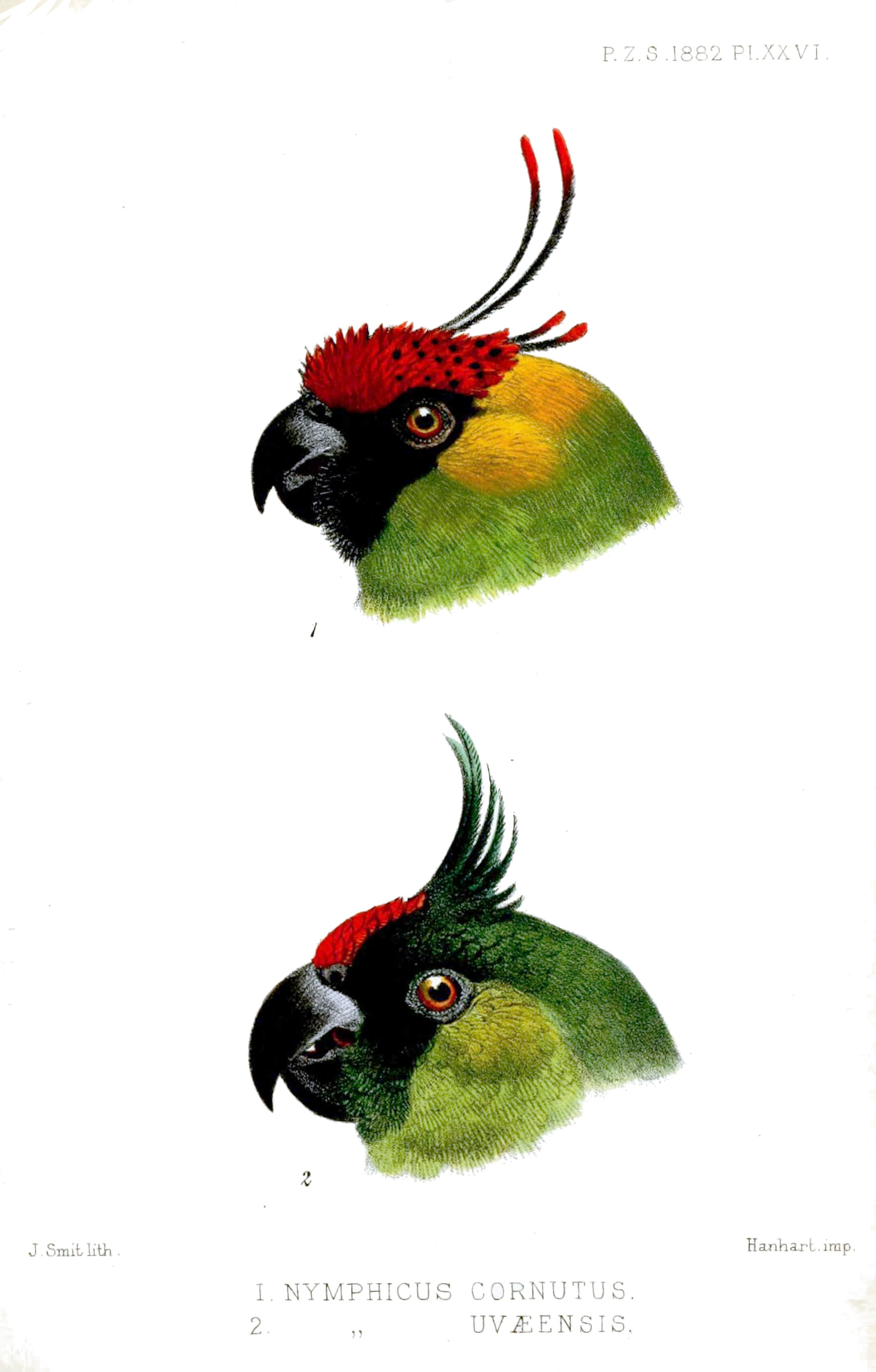
Comparación de los diseños de la cabeza de Eunymphicus cornutus (arriba) y Eunymphicus uvaeensis (abajo).

Se reconocen las siguientes especies:
- Eunymphicus uvaeensis - perico de Uvea;
- Eunymphicus cornutus - perico maorí cornudo.